# 前野三七郎
前野 三七郎（まえの さんしちろう）は、安土桃山時代の武将。石田三成の家臣。

## 経歴

### 幼少時代
天正15年（1587年）、豊臣氏の家臣・前野忠康の長男に生まれる。
父・忠康の舅である前野長康が関白豊臣秀次の後見人になると、忠康は豊臣秀長の家臣となる。ところが、秀次事件が起き関白秀次が自害すると、前野長康・長重父子や前野忠康にも切腹命令などが発令されたが、太閤豊臣秀吉の赦しを得るため石田三成が弁護し、前野家一族は赦された。だがその知らせが届く頃には長康の嫡男・長重は既に切腹し、長康も京都・伏見の六漢寺で自害した後だった。
父・忠康は前野姓を憚って舞野兵庫助忠康を名乗り、三七郎とともに石田三成に家老として取り立てられる。

### 石田三成家臣時代
慶長4年（1599年）閏3月3日、五大老の一人で豊臣秀頼の後見人である前田利家が病死する。その直後、加藤清正、福島正則、黒田長政、細川忠興、浅野幸長、池田輝政、加藤嘉明らの七将が三成の大坂屋敷を襲撃する事件（石田三成襲撃事件）が起きた際には三七郎は三成の護衛にあたった。同年閏3月10日、主君三成が五奉行の職を退き佐和山城に帰城すると、三七郎は来たるべき戦いに向けて父・忠康から武芸の稽古を受けた。三成が挙兵すると、三七郎は父とともに越後に一揆を起こさせるなど各方面で活躍した。

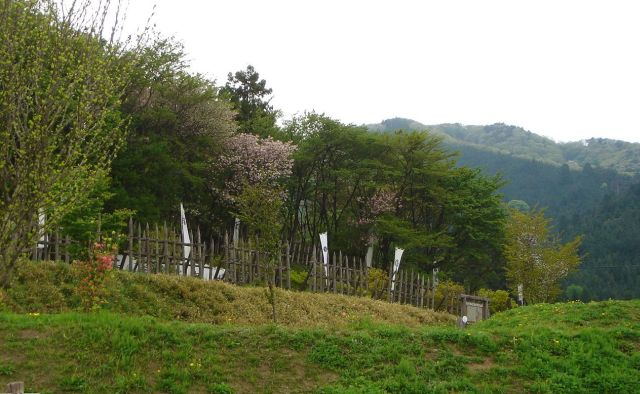
三七郎・忠康らが戦った陣地

慶長5年（1600年）8月、西軍の織田秀信が守る岐阜城が東軍の池田輝政らに落とされる。さらに東軍の総大将である徳川家康は藤堂高虎や田中吉政らを大将にした一軍を合渡川に進出させた。この一軍を迎え撃つため、三成の命で父・忠康とともに兵1000名を率いて合渡川に向かう。翌日の明け方、兵士らに朝食を取らせている最中に東軍の奇襲を受け、西軍の兵士らは一時混乱状態になって退いたものの、忠康と三七郎が梅野村で立て直して奮戦する。だがこの時点で兵士400名が討死および負傷しており、杉江勘兵衛を殿軍にして大垣城まで退却する。この際勘兵衛は討死する。
同年9月15日、関ヶ原の戦いの際には石田三成本隊の最前線で父の忠康や前野九郎兵衛とともに奮戦し、一時東軍の黒田隊を圧倒したが、小早川秀秋寝返りの報せにより前野家臣衆は総崩れとなり、討ち死にした。享年14（一説に13歳とも）。

## 系譜
- 父：前野忠康
- 母：前野長康娘
  - 妹：於台（前野自性室）
  - 弟：前野助七郎

三七郎が14歳の時点で妹は8歳、弟助七郎は6歳であったとされ、関ヶ原合戦時は母とともに洛北屋敷にあったという。